# Elements Festival
Das Elements Festival war ein Open-Air-Festival für Elektronische Tanzmusik in Dormettingen im Zollernalbkreis in Baden-Württemberg.

## Geschichte
Ursprünglich als eintägige Veranstaltung konzipiert, hatte sich das Musikfestival im Schiefererlebnis Dormettingen im Laufe der Jahre weiterentwickelt und dauerte mittlerweile zwei Tage. Traditionell fand das Festival jährlich zwischen Mitte Mai und Anfang Juni statt. Aufgrund der COVID-19-Pandemie musste es in den Jahren 2020 und 2021 pausieren. Im Jahr 2022 wurden erstmals über 10.000 Besucher gezählt. Aufgrund von Planungsunsicherheiten wurde das Festival 2023 abgesagt. Nach der kurzfristigen wetterbedingten Absage 2024 wurde das Festival auch 2025 vom Veranstalter TMT Produktions GmbH kurzfristig abgesagt ohne zuvor lokale Partner oder die Stadt sowie die Ticketkäufer zu informieren. Im Zuge dessen wurden auch die Social-Media-Auftritte auf Instagram und Facebook sowie die Websites des Festivals und des Veranstalters gelöscht. Laut Medienberichten wurden Ticketkäufe von 2024 nicht zurückgezahlt und es gibt Probleme mit der Kommunikation.

## Konzept
Im ehemaligen Schieferbruch entstand in einem Gemeinschaftsprojekt eine Parklandschaft. Das Konzertgelände verfügt über einen künstlichen See mit Strand, wobei sich die Hauptbühne, das Amphitheater, in die kesselförmige Vertiefung des Geländes integriert. Es werden verschiedene Subgenres der elektronischen Tanzmusik wie EDM, Techno und Hardstyle angeboten. Auf der Mainstage, dem „Amphitheater“, wird den Besuchern eine Musikmischung aus Radio-House, EDM und Hardstyle geboten. Die Seebühne präsentiert Genres wie Tech House und Techno. Die Besucher haben die Möglichkeit, auf dem Gelände zu campen. Das Gelände wird durch eine Chillout-Area, diverse Food-Trucks und Fotospots ergänzt. Das Resident-Duo Vol2Cat steuert jedes Jahr die Hymne des Festivals bei. Allgemein spielt auf den Bühnen eine Kombination aus internationalen sowie nationalen und regionalen Künstlern.

## Künstler
2015
Adi Dassler, Alejandro Diego & Nolex, Bastian Van Shield, Basti M, Blastjacker, Claptone, Danielle Diaz, Dario Rodriguez, David K., David Puentez, DBN, DJ C-Beat, DJ Rivio, Dschafar, Envi, Format: B, Hanne & Lore, Jan Leyk, Jean Elan, Just Nik, K!NGO, Lost Frequencies, Los Pornos aka Benny Grauer & DGS, Lunatix, Adi Dassler, Marco S., Mark Bale, Martin Eyerer, Maxim Kastjell, MCR, Nico Pusch, NO FACES, Philectric, Rainer Weichhold, SABNED, Santé, Sebastien, Simon Gold & Dirty D, The Ironix, Tune Brothers, Vol2Cat
2016
Adi Dassler, ALFA APE, Alex Schulz, Bingo Players, Cuebrick, Danielle Diaz, Danny McCoy, Dario Rodriguez, DBN, Envi, Gigo’n’Migo, Greg Gelis, Hanne & Lore, Headhunterz, HUGEL, Jan Leyk, Julian Konsent, KERIM, Le Shuuk, Lexer, LOVRA, LTX, Lunatix, LUMOR, Mark Bale, maxi hartmann., MOGUAI, Oliver Schories, Paul Vinx, RiiSk, Rivïo, Sabned, SAM DA MÄN, Santé, Stefan Dabruck, Tom Novy, Udo Dreher, VIRUZ, Vol2Cat, Wavesafari, Zenemy
2017
Adi Dassler, Benjamin R, Cuebrick, D-Liciouz, EDX, Envi, FRDY, Felix Kröcher, GSB aka G-Style Brothers, KLARDUST, Kerstin Eden, Lexy & K-Paul, Luca Schreiner, LTX, Lunatix, MesU.T., Nizami Plus, Plastik Funk, Rob Makzem, Sascha Braemer, Sounic, Steve Norton, Tujamo, Tempest, umami, Ummet Ozcan, UMEK, Vol2Cat, Wankelmut, YouNotUs, Zenemy
2018
Adi Dassler, BEBO Music, Cuebrick, D-Liciouz, DANNIC, Dario Rodriguez, Dj Kaylab, Drumcomplex, Jan Staller, Jones Vendera, Kaiserdisco, Karotte, Kauz & Vinx, Le Shuuk, LNTX, Lost Identity, Lucas & Steve, Mark Bale, MesU.T., Miyagi, Monika Kruse, Nick Morena, Ostblockschlampen, RAUMAKUSTIK, R3hab, Rob Makzem, TESFY, Thomas Schumacher, Timbo, Tube & Berger, Vol2Cat, Zenemy, Zonderling
2019
Adi Dassler, Anna Reusch, ASK:ME, Cuebrick, Dirty Doering, Dominik Koislmeyer, Dschafar, GSB aka G-Style Brothers, Gregor Tresher, HUGEL, Jan Staller, Jones Vendera, K/\UZ, Le Shuuk, LNTX, Lost Identity, Luke&Tobe, Magnvm, Marc Jerome, Marika Rossa, Matty Menck, MC YANTO, Melodie Rush, MesU.T., Mike Williams, Moestwanted, Neelix, Nick Morena, Oliver Magenta, Pleasurekraft, Plastik Funk, QUINTINO, Roger Horton, Steve Norton, Tempest, TESFY, Timbo, VINX, Vol2Cat, Zenemy, Zonderling
2022
Adam Stacks, A.N.A.L., Anna Reusch, Bart Skils, Bombilla, Can Sa, Chris Wacup, Curbi, DBN, Denise Schneider, DJ Webster, Dominik Koislmeyer, Drumcomplex, Fabio W, Felix Jaehn, Gestört Aber GeiL, Helmo, Jan Staller, Jebroer, Jones Vendera, Karotte, Keanu Silva, Le Shuuk, Lost Identity, Luke Miller, Magnv, Matty Menck, Max Lean, MesU.T., Mesto, Mister Alive, Nick Morena, Nic Johnston, Not A Saint, Oliver Magenta, Plastik Funk, Ravedoctors, Relanium & Deen West, RetroVision, Sid Cisse, Simba, Tesfy, Tiefblau, Tinitus, Torsten Kanzler, Tujamo, Vol2Cat, Wonkel, Yanto, Zenemy